# Barrage du Gour Noir
Le barrage du Gour Noir est situé en France dans le Massif central, entre les communes de Saint-Julien-aux-Bois (Corrèze) et de Cros-de-Montvert  (Cantal).
Il ne faut pas le confondre avec un barrage plus modeste du même nom situé sur la Vézère, en aval d'Uzerche.

## Géographie
Il retient les eaux de la Maronne.

## Historique
Construit de 1940 à 1945, il a une hauteur de 38 mètres et possède une retenue longue de 3 km. Exploité par EDF, il est placé sous le contrôle de la DRIRE Limousin.